# D ream
D:ream es una banda de pop y dance de los años 90. Con el sencillo "Things Can Only Get Better" en el año 1994 obtuvieron el número 1 en las listas de ventas del Reino Unido. Sus dos primeros álbumes obtuvieron los dos el número 5 en el Reino Unido. El grupo ha sido reformado varias veces, pero en él está centrado el cantautor Peter Cuunah. El grupo se separó en el año 1997, pero volvió a unirse en el año 2008. En el 2011, lanzaron su tercer álbum llamado "In Memory Of ...".

## Discografía

### Álbumes
- D:ream On Volume 1 (1993)
- World (1995)
- The Best of D:ream (1997)
- The Platinum Collection (2006)
- In Memory Of ... (2011)

### Singles
- "4 things 2 come" (1992)
- "U R The Best Thing" (1992)
- "Things Can Only Get Better" (1993)
- "Unforgiven"(1993)
- "Star / I Like It"(1993)
- "Take Me Away" (1994)
- "Blame It On Me" (1994)
- "Shoot Me With Your Love"(1995)
- "Party Up The World" 1995)
- "The Power" (con TJ Davis) (1997)
- "All Things To All Men"(2008)
- "Drop Beats Not Bombs" (2010)
- "Gods In The Making" (2011)